# Hydrokodon
Hydrokodon čili dihydrokodeinon (systematický název 4,5α-epoxy-3-methoxy-17-methylmorfinan-6-on) je semisyntetický opioid odvozený od dvou přirozeně se vyskytujících opiátů: kodeinu a thebainu. Je perorálně účinným narkotickým analgetikem a antitusikem. Léčivé přípravky s hydrokodonem se vyrábí v podobě tablet, kapslí či sirupu, často jako kombinovaný přípravek s jinou, obecně méně účinnou neopioidní látkou, například paracetamolem nebo ibuprofenem. Kombinace má význam jak pro odrazení od rekreačního užívání (paracetamol může být ve větších dávkách toxický pro játra), tak pro možné synergické účinky. Typický způsob použití hydrokodonu je jako přechodné centrálně působící analgetikum.